# Ludwig Sylow
Ludwig Sylow (n. 12 decembrie 1832, Oslo — d. 7 septembrie 1918) a fost un matematician norvegian, s-a făcut remarcat pentru teoria grupului. A fost student la Universitatea din Christiania. În 1855, a devenit profesor de liceu, și, în ciuda timpului indelungat ocupat cu îndatoririle sale de profesor, Sylow a găsit timp pentru a studia lucrările lui Abel. În timpul anului școlar 1862-1863, Sylow a primit o funcție temporară la Universitatea Christiania și a tinut lecții de teoria lui Galois și grupuri de permutări. Printre studenții săi din acel an, se află marele matematician Sophus Lie, dupa numele căruia au fost denumite algebrele Lie și grupurile Lie. Din 1973 până în 1881, Sylow, cu puțin ajutor din partea lui Lie, a pregătit o noua ediție a lucrărilor lui Abel. În 1902, Sylow și Elling Holst au publicat corespondența sa.
Marea descoperire a lui Sylow, teoremele sale, au venit în 1872. După ce a studiat rezultatul lui Sylow, Camille Jordan le-a numit “unul dintre punctele esențiale in teoria permutărilor”. Rezultatele au luat o și mai mare importanță când teoria grupurilor abstracte a înflorit spre sfârșitul secolului XIX și începutul secolului XX. A publicat teoremele în “Mathematische Annalen” în anul 1872.
În 1869, lui Sylow i s-a oferit postul de profesor la Universitatea Christiania, dar l-a refuzat. Dupa retragerea sa, la vârsta de 65 de ani, din viața de profesor de liceu, Lie a condus cu succes, o campanie pentru a-i stabili un post la Universitatea Christiania. Sylow a menținut aceasta poziție până la moartea sa, pe 7 septembrie 1918. Sylow  a obținut rezultate importante în teoria grupurilor, oferind instrumentul de baza în investigarea grupurilor finite.
1. 1 2  MacTutor History of Mathematics archive, accesat în 22 august 2017
2. 1 2  Autoritatea BnF, accesat în 10 octombrie 2015
3. 1 2  Peter Ludvig Mejdell Sylow, Norsk biografisk leksikon, accesat în 9 octombrie 2017
4. 1 2 3  Czech National Authority Database, accesat în 7 iulie 2024
5. ↑  Autoritatea BnF, accesat în 10 octombrie 2015
6. ↑  Genealogia matematicienilor